# Actaea areolata
Actaea areolata es una especie de crustáceo decápodo de la familia Xanthidae. Originalmente fue incluida en el género Actaeodes.

## Distribución
Habita en aguas pocos profundas de la Polinesia Francesa, en el Pacífico Sur.